# 陈政 (隋朝)
陈政（6世纪—619年），字弘道，河东郡猗氏县（今山西临猗）人，隋朝、唐朝官员。陈茂的儿子。

## 生平
陈政倜傥有文武大略，善于音乐钟律，弓箭骑马。少年时养在宫中，十七岁时，为太子千牛备身。当时京师大侠刘居士看重陈政才气，多次和他一起交游。李圆通之子李孝常与陈政交好，一起和刘居士交结。刘居士下狱被诛，陈政及李孝常当连坐，隋文帝以他们是功臣的儿子，挞打二百下而赦免了。于是不得升官。隋炀帝时，授为协律郎，转任通事谒者，兵曹承务郎。隋炀帝赞许他的才能，很看重他。宇文化及之乱，以陈政为太常卿。后归顺唐朝，被唐高祖任命为梁州（治考城县，今河南省民权县西）总管、山东道安抚副使。武德二年（619年）五月二十六日，陈政被部下杀死，部下携带他的首级投奔了王世充。